# Región autónoma de Bangsamoro
La Región autónoma de Bangsamoro o Región Autónoma Bangsamoro en el Mindanao Musulmán (en filipino: Rehiyong Awtonomo ng Bangsamoro sa Muslim Mindanao) es una región autónoma en Filipinas formada por cinco provincias: Basilan, Lánao del Sur, Maguindánao, Joló y Tawi-Tawi. La sede del gobierno regional es Cotabato. Reemplazó la anterior región autónoma en Mindanao Musulmán.
En la terminología sociopolítica de Filipinas, los moros son los habitantes tradicionalmente musulmanes de Mindanao, divididos en trece etnias. El nombre moro les fue dado por los castellanos desde el siglo XVI, con el que designaban a los musulmanes del norte de África.
A partir de los años 1960 se organizaron para conseguir la independencia, encabezados por sus sultanes y nobles. Las principales organizaciones que han representado o representan a los moros son:
- Movimiento de Independencia de Mindanao,
- Bangsa Moro Liberation Organization,
- Frente de Liberación Nacional Moro y Ejército del Pueblo Moro,
- Frente Moro de Liberación Islámica,
- Movimiento Democrático y Popular de Mindanao,
- Organización Revolucionaria de los Moros,
- Organización de Resistencia y Liberación de los Moros.

Los moros de Filipinas (especialmente los que viven fuera de la región autónoma) utilizan una bandera nacional formada por 19 franjas horizontales alternando el verde y blanco y en el centro un rectángulo verde y la media luna, la estrella y la espada blanca.

## Historia

### Historia temprana
Durante la mayor parte de la historia de Filipinas, la región y la mayor parte de Mindanao han sido un territorio separado, lo que le ha permitido desarrollar su propia cultura e identidad. Las zonas más occidentales y centro-occidentales han sido la tierra tradicional de los filipinos musulmanes desde el siglo XV, incluso antes de la llegada de los españoles, que empezaron a colonizar la mayor parte de Filipinas en 1565. La mayor parte de Mindanao era tierra de los grupos indígenas lumad, que no eran ni cristianos ni musulmanes.
Los comerciantes musulmanes llegaron a Tawi-Tawi en 1380 y empezaron a hacer negocios al tiempo que predicaban la enseñanza del islam a los nativos de la zona, lo que propició la conversión de la población nativa al islam. En 1457 se fundó el sultanato de Sulu, y no mucho después se establecieron también los sultanatos de Maguindanao y Buayan. En una época en que la mayor parte de Filipinas estaba bajo dominio español, estos sultanatos mantuvieron su independencia y desafiaron regularmente la dominación española de Filipinas realizando incursiones en las ciudades costeras españolas del norte y rechazando las repetidas incursiones españolas en su territorio. No fue hasta el último cuarto del siglo XIX cuando el sultanato de Sulu reconoció formalmente la soberanía española, pero estas zonas siguieron estando vagamente controladas por los españoles, ya que su soberanía se limitaba a estaciones y guarniciones militares y a núcleos de asentamientos civiles en Zamboanga y Cotabato, hasta que tuvieron que abandonar la región como consecuencia de su derrota en la guerra hispano-estadounidense.

### Colonización Española
La historia de Bangsamoro durante la colonización española de Filipinas es un relato de resiliencia, resistencia y preservación de una identidad cultural y religiosa propia. Este periodo, que abarca desde el siglo XVI hasta finales del XIX, estuvo marcado por un conflicto constante entre las fuerzas coloniales españolas y el pueblo moro, los habitantes predominantemente musulmanes de Mindanao y el archipiélago de Sulu.
La llegada de los españoles a mediados del siglo XVI supuso un desafío directo a los sultanatos establecidos en la región, que habían prosperado gracias al comercio marítimo y la erudición islámica. Los españoles, impulsados por sus objetivos de expansión territorial y conversión religiosa, intentaron extender su control a todo el archipiélago, incluidos los territorios moros.
El pueblo moro, unido por su fe islámica y un fuerte sentimiento de independencia, se resistió ferozmente a los intentos españoles de subyugación. Esta resistencia adoptó la forma de una guerra naval sostenida, incursiones en los asentamientos españoles y la defensa de sus territorios contra las incursiones coloniales. Los guerreros moros, conocidos por su destreza en el combate naval y el uso de armamento avanzado, supusieron un formidable desafío para las fuerzas españolas.
Las guerras hispano-moras, que duraron más de tres siglos, se caracterizaron por periodos de intenso conflicto intercalados con periodos de tregua incómoda. Los españoles establecieron fuertes y guarniciones en lugares estratégicos, pero nunca pudieron someter completamente a los sultanatos moros. Los moros, por su parte, mantuvieron su independencia y siguieron comerciando y haciendo negocios con las regiones vecinas.
El gobierno colonial español empleó varias estrategias para intentar pacificar a los moros, como campañas militares, negociaciones diplomáticas e intentos de conversión religiosa. Sin embargo, estos esfuerzos fueron en gran parte infructuosos. El pueblo moro se mantuvo firme en su resistencia, impulsado por su compromiso con su fe y su deseo de preservar su autonomía.
Las guerras hispano-moras tuvieron un impacto significativo en el desarrollo de la región de Bangsamoro. El conflicto constante y la necesidad de defender sus territorios moldearon las estructuras políticas y sociales de los sultanatos moros. Las guerras también contribuyeron al desarrollo de un fuerte sentimiento de identidad moro y de una tradición de resistencia contra la dominación extranjera.

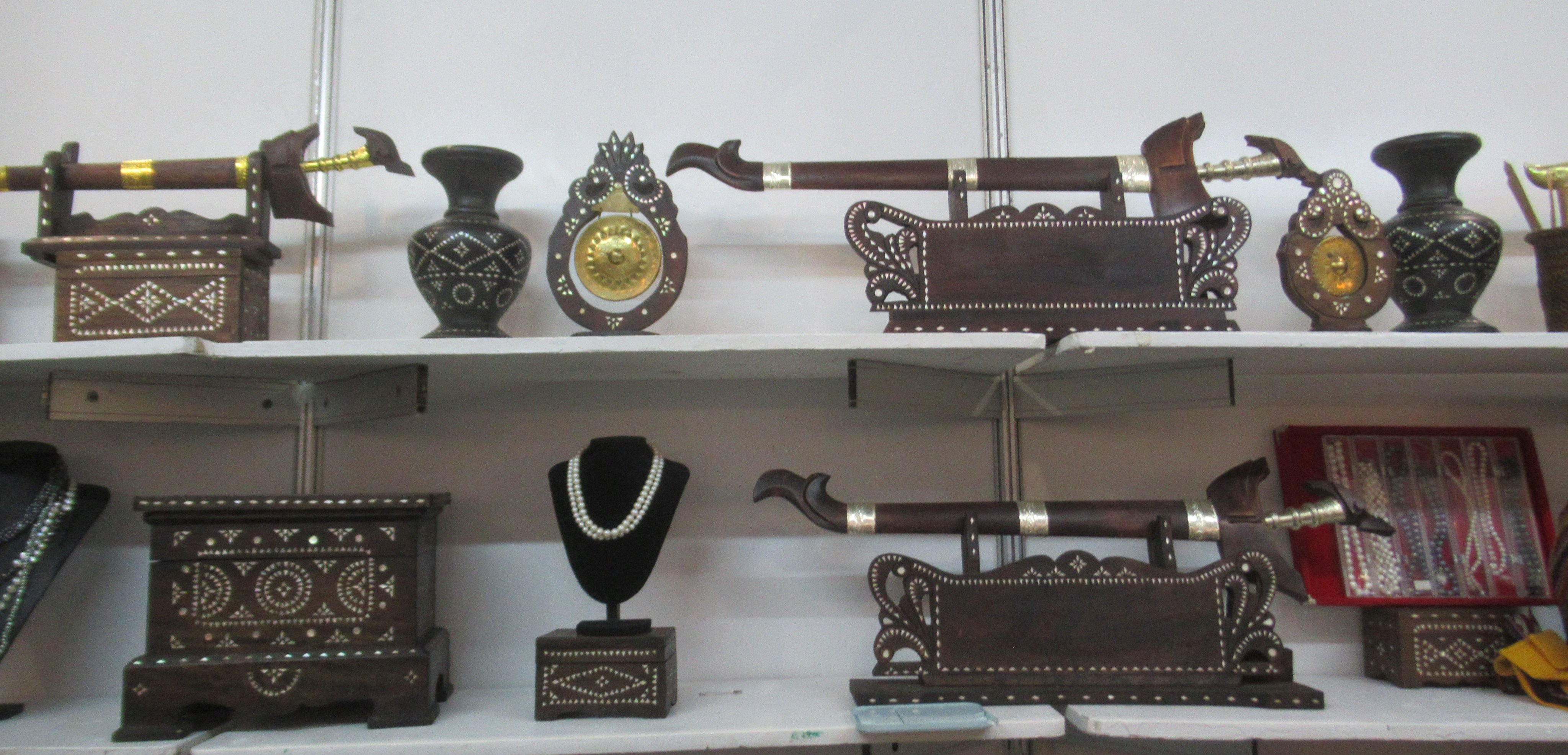
Piezas de Joyería y Artesanía de Lanao del Sur en Bangsamoro

A pesar de los desafíos planteados por la colonización española, el pueblo moro fue capaz de mantener su fe islámica y sus tradiciones culturales. La erudición islámica continuó floreciendo en la región, y los sultanatos moros siguieron siendo importantes centros de comercio y diplomacia.
El periodo colonial español también fue testigo de la aparición de líderes moros que desempeñaron un papel crucial en la resistencia contra el dominio español. Estos líderes, como el sultán Kudarat y Datu Uto, son recordados por su valor, su destreza militar y su compromiso con la defensa de su pueblo.
Los filipinos del norte y centro de Filipinas se ofrecieron voluntarios o se vieron obligados a entregar las ciudades-estado existentes para pasar a formar parte del régimen español, excepto las islas ocupadas por los musulmanes en el sur de Filipinas. Los tres siglos de dominio español no dieron lugar a la conquista total del archipiélago debido a la resistencia de los moros. La violencia y brutalidad de los gobernantes españoles en sus intentos de reprimir a los grupos moros se saldó con la muerte de numerosas familias y el incendio de aldeas.
El legado de las guerras hispano-moras sigue dando forma a la región de Bangsamoro en la actualidad. La historia de resistencia del pueblo moro y su lucha por la autodeterminación son fundamentales para su identidad. Los conflictos de la época colonial española también sentaron las bases del actual conflicto moro en Filipinas.

### Invasión Estadounidense y Japonesa
Los moros llevan más de 400 años resistiendo al dominio extranjero. Los líderes musulmanes moros modernos consideran que la violenta lucha armada contra japoneses, otros filipinos, españoles y estadounidenses forma parte del «movimiento de liberación nacional» de cuatro siglos de duración de la Bangsamoro (la Nación de los Moros), aunque el término sólo se utiliza en parte de Mindanao continental, ya que los habitantes del archipiélago de Sulu tenían una cultura muy distinta. La resistencia de 400 años de los musulmanes moros contra japoneses, estadounidenses y españoles persistió y se transformó en una guerra por la independencia contra el Estado filipino.
El Gobierno Insular de Estados Unidos en las Islas Filipinas sólo llevaba dos años de existencia en 1903 cuando puso en marcha el «Homestead Program», que pretendía fomentar la emigración de la población sin tierra de las zonas no musulmanas del país a las zonas de mayoría musulmana de Mindanao. En Lanao y Cotabato, en particular, se produjo una afluencia de emigrantes de Luzón y Visayas. Esta afluencia de emigrantes provocó tensiones sobre la propiedad de la tierra y la privación de derechos de los lumads y los musulmanes, porque los emigrantes, en su mayoría cristianos, reclamaban la tierra, mientras que los pueblos nativos de Mindanao no tenían un sistema de títulos de propiedad en ese momento. Este Homestead Program dirigido por Estados Unidos, que continuaron o copiaron las administraciones filipinas tras la independencia, se cita a menudo como una de las causas profundas de lo que más tarde se convertiría en el conflicto moro.
En 1942, durante las primeras fases de la Guerra del Pacífico de la Segunda Guerra Mundial, las tropas de las Fuerzas Imperiales Japonesas invadieron Mindanao, y los musulmanes moros nativos emprendieron una insurgencia infructuosa contra los japoneses.
Tres años más tarde, en 1945, tropas combinadas de Estados Unidos y del ejército de la Commonwealth filipina liberaron Mindanao y, con la ayuda de unidades guerrilleras locales, acabaron derrotando a las fuerzas japonesas que ocupaban la región.

## Provincias
| Provincia          | Capital       | Población (2000) | Área (km²) | Densidad pob. (por km²) |
| ------------------ | ------------- | ---------------- | ---------- | ----------------------- |
| Basilán            | Lamitan       | 408 520          | 1994,1     | 204,9                   |
| Lanao del Sur      | Marawi        | 1 138 544        | 12 051,9   | 94,5                    |
| Maguindanao        | Shariff Aguak | 1 273 715        | 7142       | 178,3                   |
| Joló (Sulú)        | Joló          | 849 670          | 2135,3     | 397,9                   |
| Taui-Taui          | Bongao        | 450 346          | 3426,6     | 131,4                   |
| Ciudad de Cotabato |               | 271 786          | 9,008.90   | 3,478.36                |

1. ↑  El cuadro excluye Isabela.
2. ↑  El cuadro excluye Cotabato.